# هیدروکسید روی
هیدروکسید روی (به انگلیسی: Zinc hydroxide) با فرمول شیمیایی Zn(OH)۲ یک ترکیب شیمیایی است. که جرم مولی آن ۹۹٫۴۲۴ g/mol می‌باشد. شکل ظاهری این ترکیب، دستگاه بلوری مکعبی است.